# Brasilinvest

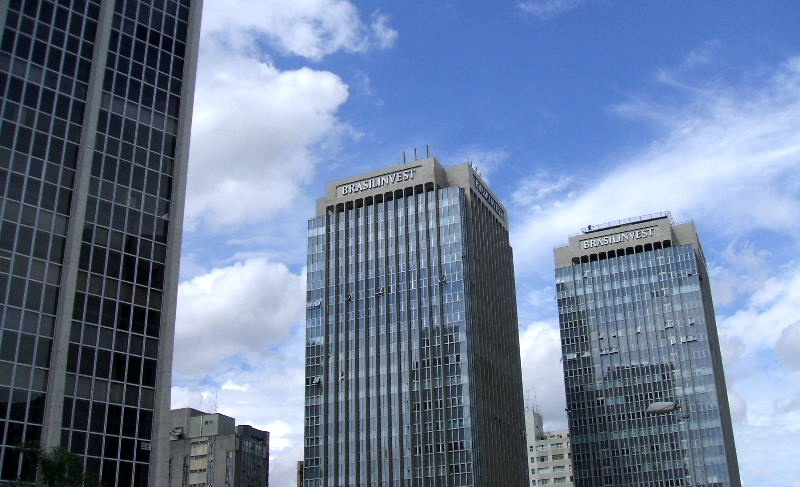
Sede da Brasilinvest na Avenida Rebouças, em São Paulo.

Brasilinvest, criado em 1975 pelo empresário Mário Garnero, foi um Banco de  investimentos, a primeira agência privada de desenvolvimento instalada no Brasil e a primeira a ter escritório na China. Surgiu e consolidou-se como um clássico "banque d'affaires" ou "merchant bank". Já estruturou e concluiu projetos de investimentos no Brasil de mais de U$ 4,7 bilhões. O Brasilinvest conta ainda com importantes homens e mulheres de negócio de todo o mundo em seu conselho. A empresa está sediada em São Paulo, no Centro Empresarial Mário Garnero.

## Brasilinvest Informática e Telecomunicações (BIT)
A década de 1980 começou com mudanças drásticas na política brasileira, tendo como diretrizes o controle da inflação e o déficit no balanço de pagamentos. Em 1983 a NEC Brasil, subsidiária brasileira da NEC Corporation (Nippon Electric Company), ponderou as contínuas resoluções do governo brasileiro de proteção às indústrias locais. A importação de produtos industrializados foi proibida e foram exigidos índices crescentes de nacionalização dos produtos fabricados no país. Para se adequar às medidas governamentais, o grupo, por meio de uma joint-venture, transferiu o controle acionário da NEC Brasil para a Brasilinvest Informática e Telecomunicações (BIT) e Mário Garnero passou a exercer o cargo de presidente do Conselho de Administração da NEC Brasil.
Em março de 1985 o Banco Central do Brasil decretou a liquidação extrajudicial de duas empresas do grupo Brasilinvest. As irregularidades constatadas levaram a Procuradoria-Geral da República, a solicitar a prisão preventiva de Mário Garnero e outros sócios do grupo Brasilinvest. O  Ministro das Comunicações Antônio Carlos Magalhães suspendeu o pagamento de uma dívida de US$ 30 milhões de um contrato de fornecimento de equipamentos já entregues pela NEC Brasil à Telebrás. E Mário Garnero se viu obrigado a abrir mão do controle acionário da Brasilinvest na NEC Brasil e vendê-la às Organizações Globo, do jornalista Roberto Marinho, no final do ano de 1986.